# Odontohenricia
Genre
Odontohenricia est un genre d'étoiles de mer de la famille des Echinasteridae.

## Liste d'espèces
Selon World Register of Marine Species (20 octobre 2019) :
- Odontohenricia ahearnae Clark & Jewett, 2010
- Odontohenricia anarea O'Hara, 1998
- Odontohenricia aurantia Clark & Jewett, 2010
- Odontohenricia clarkae Rowe & Albertson, 1988
- Odontohenricia endeavouri Rowe & Albertson, 1988 - espèce type
- Odontohenricia fisheri Rowe & Albertson, 1988
- Odontohenricia hayashii Rowe & Albertson, 1988
- Odontohenricia violacea Clark & Jewett, 2010

## Étymologie
Le nom du genre Odontohenricia vient du grec ancien ὀδόντος, odóntos, « dent », en référence à l'épine orale apicale caractéristique de ce genre, et du genre Henricia en raison de la proximité morphologique de ces deux genres. 

## Publication originale
- (en) Francis W. E. Rowe et E. Lynne Albertson, « A new genus and four new species in the Family Echinasteridae (Echinodermata: Asteroidea) », Proceedings of the Linnean Society of New South Wales, Sydney, Inconnu et Société linnéenne de Nouvelle-Galles du Sud, vol. 110, no 1,‎ 1988, p. 83-100 (ISSN 0370-047X, OCLC 1755950, lire en ligne).